# Campeonato Gaúcho de Futebol de 2019 - Série A
O Campeonato Gaúcho de Futebol de 2019 - Série A, oficialmente denominado Gauchão Ipiranga 2019, foi a 99ª edição da competição organizada anualmente pela Federação Gaúcha de Futebol, disputada entre 20 de janeiro e 17 de abril .

## Formato de disputa
O campeonato será disputado em duas fases. A primeira fase reunirá as doze equipes em grupo único, onde estas enfrentam-se entre si, em jogos apenas de ida. Os oito primeiros colocados serão classificados para a segunda fase, enquanto os dois últimos colocados serão rebaixados para a Divisão de Acesso de 2020. Além disso, será ofertada a "Copa 100 Anos de Gauchão" à equipe melhor classificada na primeira fase, como forma de comemoração aos cem anos da disputa do primeiro Campeonato Gaúcho em 1919.
A segunda fase será disputada no formado de mata-mata, com as quartas de final, onde as oito equipes classificadas da primeira fase disputam em jogos de ida e volta, a semifinal, onde as quatro equipes classificadas das quartas de final disputam jogos de ida e volta, e a final, onde as duas equipes classificadas da semifinal disputam jogos de ida e volta para definir o campeão da competição.
Ao final do campeonato, a equipe melhor colocada, excetuando-se dupla Grenal e que não tenha disputado a final, será declarada campeã do interior. As três equipes melhores colocadas na classificação geral classificar-se-ão para a Copa do Brasil de Futebol de 2020, porém, caso estas equipes já tenham conquistado a vaga por outro método, a vaga será repassada a equipe subsequente. Também será disponibilizada uma vaga para o Campeonato Brasileiro de Futebol de 2020 - Série D, que será distribuída para o melhor colocado que já não esteja classificado para alguma divisão do Campeonato Brasileiro de Futebol.
Ficou definido ainda que será utilizado o árbitro de vídeo na partida entre Grêmio e Internacional, válida pela primeira fase, e nos dois jogos da final. Além destes, poderá ser utilizado ainda caso ocorra algum jogo entre Grêmio e Internacional antes da final.

## Participantes
| Equipe | Cidade            | Estádio              | Capacidade | Em 2018       | Títulos (Último) |
| --- | ----------------- | -------------------- | ---------- | ------------- | ---------------- |
| Clube Esportivo Aimoré | São Leopoldo      | Cristo-Rei           | 10 000     | 2º (Série A2) | 0 (não possui)   |
| Esporte Clube Avenida | Santa Cruz do Sul | Eucaliptos           | 3 500      | 4º            | 0 (não possui)   |
| Grêmio Esportivo Brasil | Pelotas           | Bento Freitas        | 10 500     | 2°            | 1 (1919)         |
| Sociedade Esportiva e Recreativa Caxias do Sul | Caxias do Sul     | Centenário           | 22 132     | 5º            | 1 (2000)         |
| Grêmio Foot-Ball Porto Alegrense | Porto Alegre      | Arena do Grêmio      | 55 662     | 1º            | 37 (2018)        |
| Sport Club Internacional | Porto Alegre      | Beira-Rio            | 50 128     | 6º            | 45 (2016)        |
| Esporte Clube Juventude | Caxias do Sul     | Alfredo Jaconi       | 19 924     | 9º            | 1 (1998)         |
| Esporte Clube Novo Hamburgo | Novo Hamburgo     | Vale                 | 5 196      | 10º           | 1 (2017)         |
| Esporte Clube Pelotas | Pelotas           | Boca do Lobo         | 15 478     | 1º (Série A2) | 1 (1930)         |
| Esporte Clube São Luiz | Ijuí              | 19 de Outubro        | 5 217      | 8º            | 0 (não possui)   |
| Esporte Clube São José | Porto Alegre      | Passo D'Areia        | 10 646     | 3º            | 0 (não possui)   |
| Veranópolis Esporte Clube Recreativo e Cultural | Veranópolis       | Antônio David Farina | 4 720      | 7º            | 0 (não possui)   |
| Porto Alegre Porto Alegre Grêmio Internacional São José Caxias do Sul Caxias Juventude Pelotas Brasil de Pelotas Pelotas Caxias do Sul Avenida Pelotas Aimoré Novo Hamburgo São Luiz VeranópolisLocalização das equipes participantes. |                   |                      |            |               |                  |

### Estádios

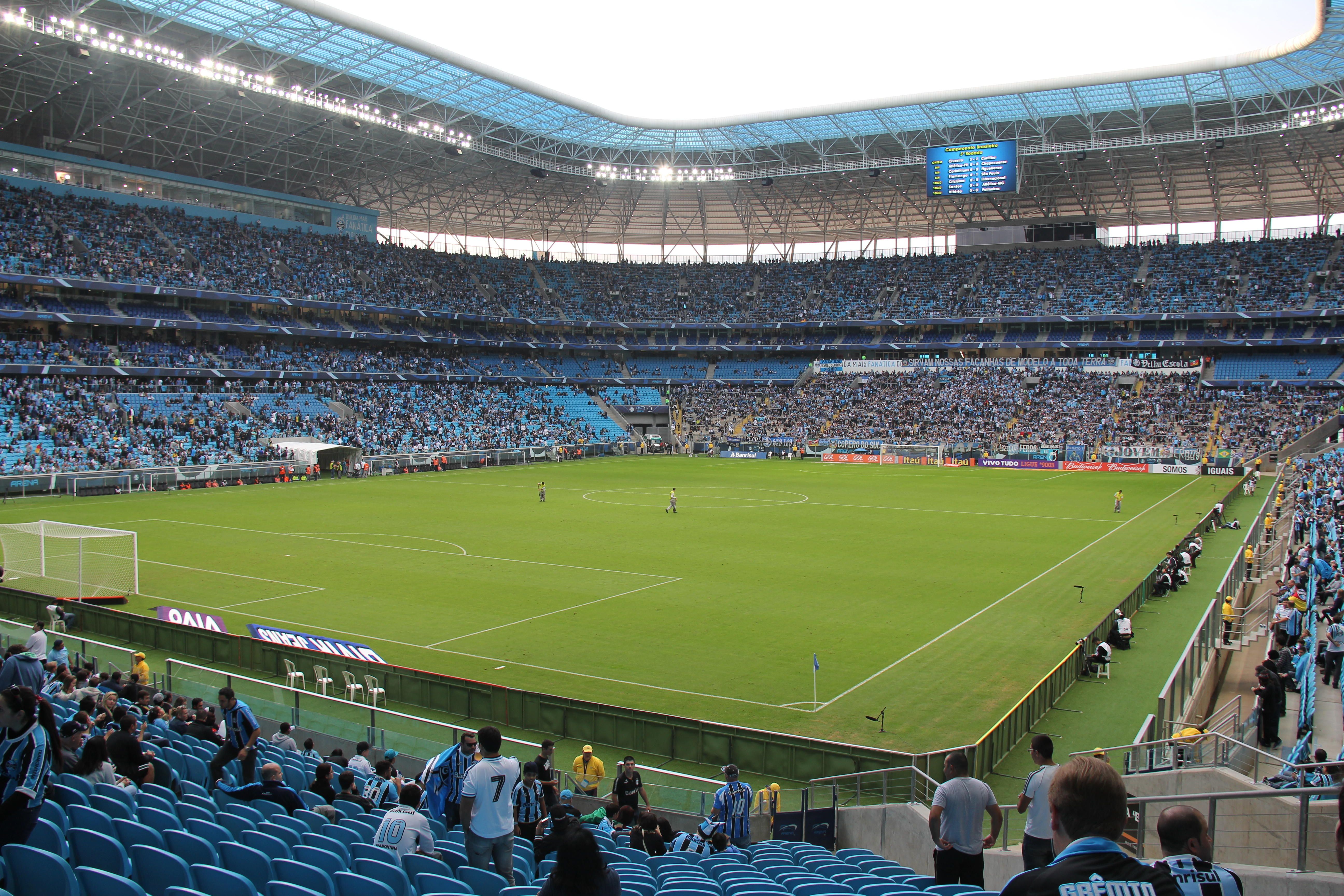
Arena do Grêmio
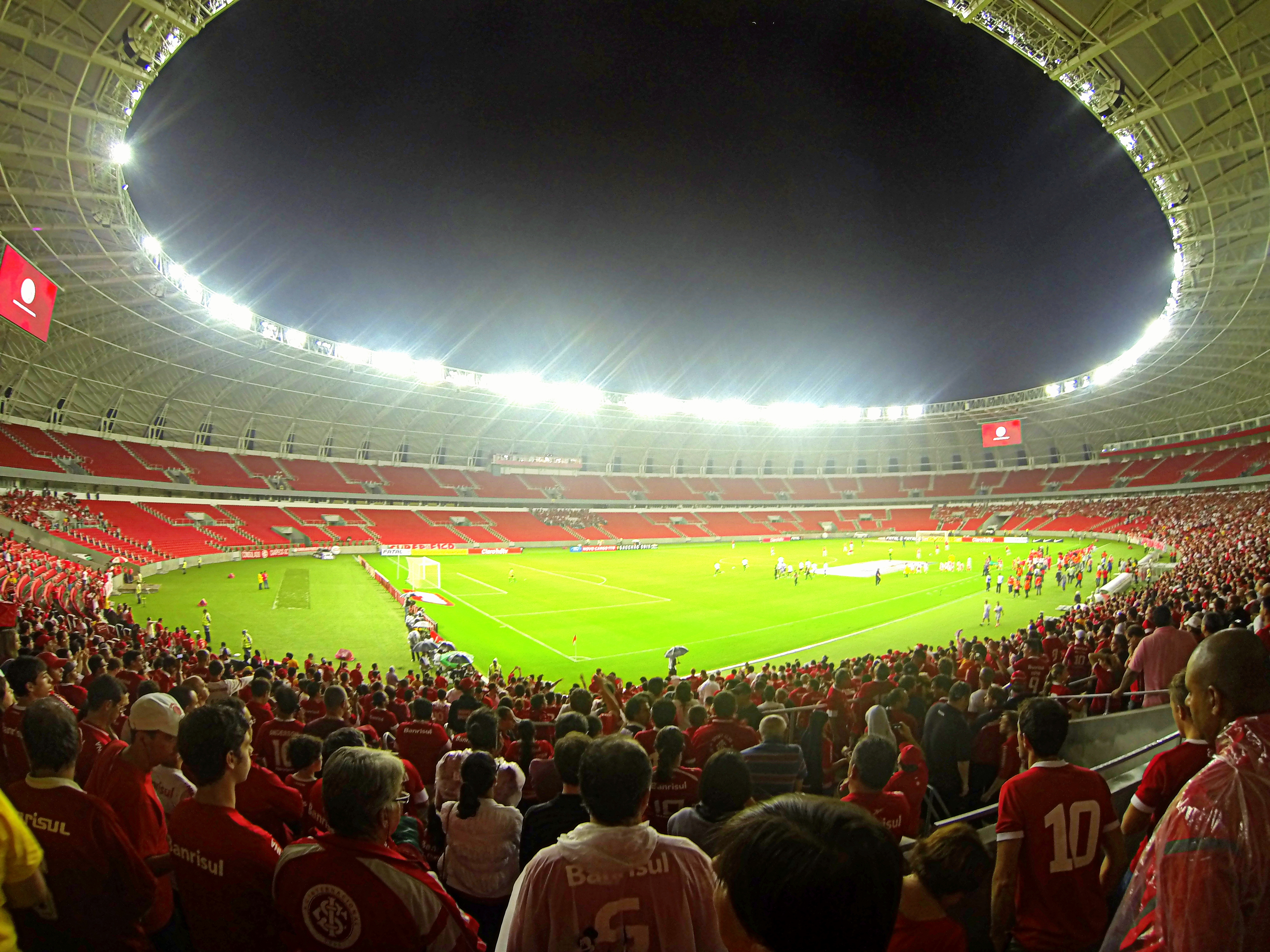
Estádio Beira-Rio
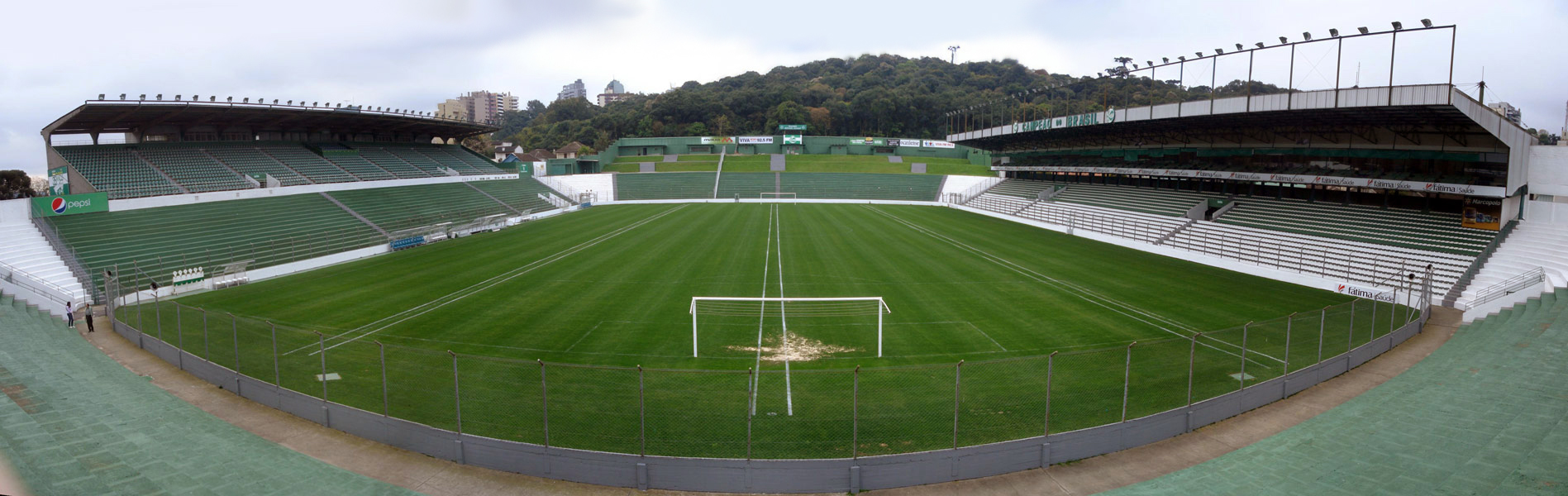
Estádio Alfredo Jaconi
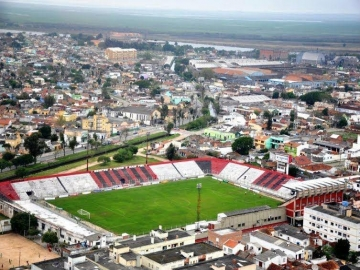
Estádio Bento Freitas
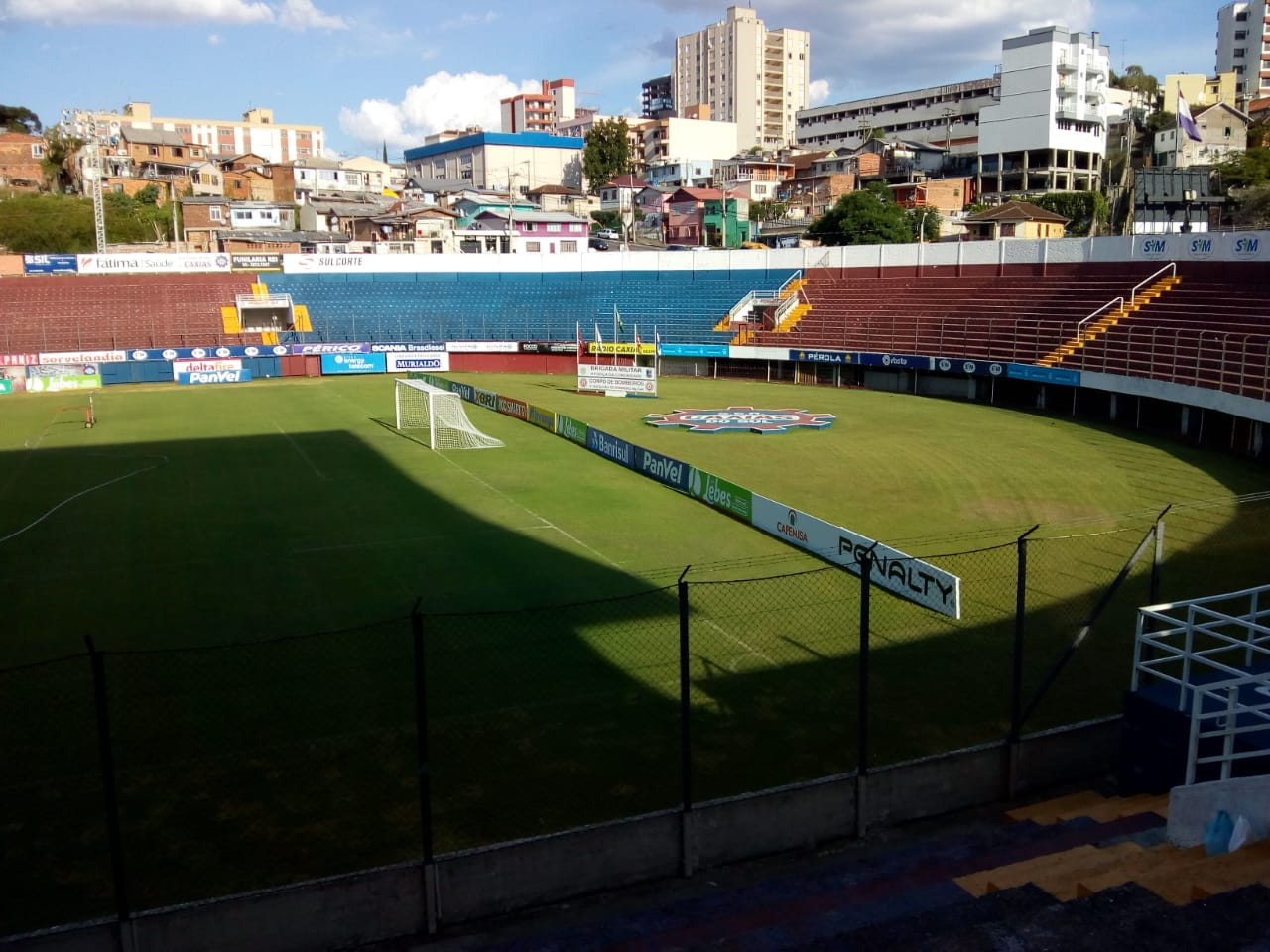
Estádio Francisco Stédile

## Primeira fase
| Pos | Equipes           | Pts | J  | V | E | D | GP | GC | SG  | %  | Classificação ou rebaixamento               |
| --- | ----------------- | --- | -- | - | - | - | -- | -- | --- | -- | ------------------------------------------- |
| 1   | Grêmio            | 29  | 11 | 9 | 2 | 0 | 29 | 1  | +28 | 88 | Classificados à fase final                  |
| 2   | Internacional     | 22  | 11 | 7 | 1 | 3 | 13 | 8  | +5  | 67 | Classificados à fase final                  |
| 3   | Caxias            | 20  | 11 | 6 | 2 | 3 | 18 | 10 | +8  | 61 | Classificados à fase final                  |
| 4   | São Luiz          | 17  | 11 | 5 | 2 | 4 | 14 | 13 | +1  | 51 | Classificados à fase final                  |
| 5   | São José-RS       | 16  | 11 | 5 | 1 | 5 | 14 | 15 | –1  | 48 | Classificados à fase final                  |
| 6   | Aimoré            | 15  | 11 | 4 | 3 | 4 | 12 | 15 | –3  | 45 | Classificados à fase final                  |
| 7   | Novo Hamburgo     | 15  | 11 | 4 | 3 | 4 | 11 | 15 | –4  | 45 | Classificados à fase final                  |
| 8   | Juventude         | 14  | 11 | 4 | 2 | 5 | 10 | 15 | –5  | 42 | Classificados à fase final                  |
| 9   | Pelotas           | 12  | 11 | 3 | 3 | 5 | 8  | 10 | –2  | 36 |                                             |
| 10  | Brasil de Pelotas | 11  | 11 | 2 | 5 | 4 | 13 | 19 | –6  | 33 |                                             |
| 11  | Avenida           | 6   | 11 | 1 | 3 | 7 | 6  | 20 | –14 | 18 | Rebaixados para a Divisão de Acesso de 2020 |
| 12  | Veranópolis       | 5   | 11 | 0 | 5 | 6 | 8  | 15 | –7  | 15 | Rebaixados para a Divisão de Acesso de 2020 |

### Confrontos
Em negrito estão os jogos clássicos.
|  |                     |  |        |  |                      |  |                      |
|  | Vitória do Mandante |  | Empate |  | Vitória do Visitante |  | Partida fora de casa |

## Fase final
|  |  |

|  | Quartas de final | Quartas de final | Quartas de final | Quartas de final |       |          | Semifinais               | Semifinais               | Semifinais               | Semifinais               |  |               | Final            | Final            | Final            | Final            |  |  |
|  | 23 a 28 de março | 23 a 28 de março | 23 a 28 de março | 23 a 28 de março |       |          | 31 de março a 7 de abril | 31 de março a 7 de abril | 31 de março a 7 de abril | 31 de março a 7 de abril |  |               | 14 e 17 de abril | 14 e 17 de abril | 14 e 17 de abril | 14 e 17 de abril |  |  |
|  |                  |                  |                  |                  |       |          |                          |                          |                          |                          |  |               |                  |                  |                  |                  |  |  |
|  | Aimoré           | 1                | 0                | 1                |       |          |                          |                          |                          |                          |  |               |                  |                  |                  |                  |  |  |
|  | Caxias           | 1                | 1                | 2                |       |          |                          |                          |                          |                          |  |               |                  |                  |                  |                  |  |  |
|  | Caxias           | 1                | 1                | 2                |       | Caxias   | 1                        | 0                        | 1                        |                          |  |               |                  |                  |                  |                  |  |  |
|  |                  |                  |                  |                  |       | Caxias   | 1                        | 0                        | 1                        |                          |  |               |                  |                  |                  |                  |  |  |
|  |                  | Internacional    | 2                | 2                | 4     |          |                          |                          |                          |                          |  |               |                  |                  |                  |                  |  |  |
|  | Novo Hamburgo    | Internacional    | 2                | 2                | 4     | 0        | 1                        | 1                        |                          |                          |  |               |                  |                  |                  |                  |  |  |
|  | Novo Hamburgo    |                  |                  |                  |       | 0        | 1                        | 1                        |                          |                          |  |               |                  |                  |                  |                  |  |  |
|  | Internacional    | 2                | 0                | 2                |       |          |                          |                          |                          |                          |  |               |                  |                  |                  |                  |  |  |
|  | Internacional    | 2                | 0                | 2                |       |          |                          |                          |                          |                          |  | Internacional | 0                | 0                | 0 (2)            |                  |  |  |
|  |                  |                  |                  |                  |       |          |                          |                          |                          |                          |  | Internacional | 0                | 0                | 0 (2)            |                  |  |  |
|  |                  | Grêmio (pen)     | 0                | 0                | 0 (3) |          |                          |                          |                          |                          |  |               |                  |                  |                  |                  |  |  |
|  | São José-RS      | Grêmio (pen)     | 0                | 0                | 0 (3) | 0        | 1                        | 1                        |                          |                          |  |               |                  |                  |                  |                  |  |  |
|  | São José-RS      |                  |                  |                  |       | 0        | 1                        | 1                        |                          |                          |  |               |                  |                  |                  |                  |  |  |
|  | São Luiz         | 0                | 2                | 2                |       |          |                          |                          |                          |                          |  |               |                  |                  |                  |                  |  |  |
|  | São Luiz         | 0                | 2                | 2                |       | São Luiz | 0                        | 0                        | 0                        |                          |  |               |                  |                  |                  |                  |  |  |
|  |                  |                  |                  |                  |       | São Luiz | 0                        | 0                        | 0                        |                          |  |               |                  |                  |                  |                  |  |  |
|  |                  | Grêmio           | 0                | 3                | 3     |          |                          |                          |                          |                          |  |               |                  |                  |                  |                  |  |  |
|  | Juventude        | Grêmio           | 0                | 3                | 3     | 0        | 0                        | 0                        |                          |                          |  |               |                  |                  |                  |                  |  |  |
|  | Juventude        |                  |                  |                  |       | 0        | 0                        | 0                        |                          |                          |  |               |                  |                  |                  |                  |  |  |
|  | Grêmio           | 6                | 0                | 6                |       |          |                          |                          |                          |                          |  |               |                  |                  |                  |                  |  |  |

Em itálico, os times que disputaram a primeira partida como mandante. Em negrito, os times classificados.

## Premiação
| Campeonato Gaúcho de 2019      |
| Porto Alegre                   |
| ------------------------------ |
| Grêmio Bicampeão (38.º título) |

| Campeão do Interior de 2019  |
| Caxias do Sul                |
| ---------------------------- |
| Caxias Campeão (12.º título) |

### Seleção do Campeonato
Fonte: Globo Esporte
| Posição          | Jogador                     | Clube                       |
| ---------------- | --------------------------- | --------------------------- |
| Goleiro          | Paulo Victor                | Grêmio                      |
| Lateral-direito  | Léo Gomes                   | Grêmio                      |
| Zagueiro         | Pedro Geromel               | Grêmio                      |
| Zagueiro         | Walter Kannemann            | Grêmio                      |
| Lateral-esquerdo | Samuel                      | Caxias                      |
| Volante          | Matheus Henrique            | Grêmio                      |
| Volante          | Rodrigo Dourado             | Internacional               |
| Meia             | Edenílson                   | Internacional               |
| Meia             | Rafael Gava                 | Caxias                      |
| Atacante         | Everton                     | Grêmio                      |
| Atacante         | Nico López                  | Internacional               |
| Treinador        | Renato Portaluppi           | Grêmio                      |
| Revelação        | Matheus Henrique            | Grêmio                      |
| Artilheiro       | Marcão                      | São Luiz                    |
| Artilheiro       | Rafael Gava                 | Caxias                      |
| Melhor jogador   | Nico López                  | Internacional               |
| Dirigente        | Romildo Bolzan Júnior       | Grêmio                      |
| Árbitro          | Jean Pierre Lima            | Jean Pierre Lima            |
| Assistente       | Maurício Coelho Silva Penna | Maurício Coelho Silva Penna |

## Estatísticas

### Artilharia
2 gols (5)
- Felipe (Pelotas)
- Jael (Grêmio)
- Juninho Capixaba (Grêmio)
- Rafael Gava (Caxias)
- Raphael Macena (Veranópolis)

1 gol (26)
| - Branquinho (Brasil de Pelotas) - Bruno Alves (Caxias) - Dão (Pelotas) - Denner (Juventude) - Elias (Aimoré) - Emerson Santos (Internacional) - Flávio Torres (Avenida) - Fred (Novo Hamburgo) - Gercimar (Caxias) - Gian (Aimoré) - Juba (Veranópolis) - Junior Juazeiro (Caxias) - Leandro Cearense (Novo Hamburgo) - Maicon (Grêmio) - Márcio Jonatan (São José) - Marco Antonio (Aimoré) - Marcos Paraná (Avenida) - Marinho (Grêmio) - Matheus Henrique (Grêmio) - Mossoró (Novo Hamburgo) | - Muriel (Caxias) - Nico López (Internacional) - Pepê (Grêmio) - Tássio (São José) - Thiago Alagoano (São Luiz) - Wagner (São José) |

Gols-contra (1)
- Adriano (Pelotas, para o Internacional)

### Desempenho por rodada
|  |  |

### Rodadas na liderança
Clubes que lideraram o campeonato ao final de cada rodada:
| Rodadas | Rodadas | Rodadas | Rodadas | Rodadas | Rodadas | Rodadas | Rodadas | Rodadas | Rodadas | Rodadas |
| ------- | ------- | ------- | ------- | ------- | ------- | ------- | ------- | ------- | ------- | ------- |
| 1       | 2       | 3       | 4       | 5       | 6       | 7       | 8       | 9       | 10      | 11      |
| GRE     |         |         |         |         |         |         |         |         |         |         |

### Rodadas na lanterna
Clubes que ficaram na última posição do campeonato ao final de cada rodada:
| Rodadas | Rodadas | Rodadas | Rodadas | Rodadas | Rodadas | Rodadas | Rodadas | Rodadas | Rodadas | Rodadas |
| ------- | ------- | ------- | ------- | ------- | ------- | ------- | ------- | ------- | ------- | ------- |
| 1       | 2       | 3       | 4       | 5       | 6       | 7       | 8       | 9       | 10      | 11      |
| NHA     | BRA     | BRA     | SLU     | BRA     | BRA     | VEC     | VEC     | VEC     | VEC     | VEC     |

### Dados disciplinares
Fonte: 
| Clube             | Jogos | Penalizado com cartão amarelo | Expulso |
| ----------------- | ----- | ----------------------------- | ------- |
| Avenida           | 11    | 35                            | 0       |
| Grêmio            | 17    | 19                            | 1       |
| Novo Hamburgo     | 13    | 31                            | 1       |
| Caxias            | 15    | 40                            | 1       |
| Juventude         | 13    | 33                            | 2       |
| Brasil de Pelotas | 11    | 36                            | 2       |
| São Luiz          | 15    | 40                            | 2       |
| Pelotas           | 11    | 27                            | 3       |
| Internacional     | 17    | 38                            | 3       |
| Veranópolis       | 11    | 31                            | 4       |
| São José-RS       | 13    | 32                            | 5       |
| Aimoré            | 13    | 37                            | 5       |

## Público

### Maiores
| Nº | Público[PP] | Mandante      | Placar | Visitante     | Estádio         | Data            | Rodada | Ref.   |
| -- | ----------- | ------------- | ------ | ------------- | --------------- | --------------- | ------ | ------ |
| 1  | 47 759      | Grêmio        | 0–0    | Internacional | Arena do Grêmio | 17 de abril     | F      |        |
| 2  | 41 053      | Grêmio        | 1–0    | Internacional | Arena do Grêmio | 17 de março     | 10ªR   | [ 8 ]  |
| 3  | 41 002      | Internacional | 0–0    | Grêmio        | Beira-Rio       | 14 de abril     | F      | [ 9 ]  |
| 4  | 27 773      | Internacional | 2–0    | Caxias        | Beira-Rio       | 6 de abril      | SF     | [ 10 ] |
| 5  | 21 765      | Grêmio        | 6–0    | Avenida       | Arena do Grêmio | 10 de fevereiro | 6ªR    | [ 11 ] |

### Menores
| Nº | Público[PP] | Mandante    | Placar | Visitante         | Estádio              | Data           | Rodada | Ref.   |
| -- | ----------- | ----------- | ------ | ----------------- | -------------------- | -------------- | ------ | ------ |
| 1  | 60          | São José-RS | 2–2    | Caxias            | Passo d'Areia        | 20 de março    | 11ªR   | [ 12 ] |
| 2  | 78          | São José-RS | 3–2    | Veranópolis       | Passo d'Areia        | 3 de fevereiro | 5ªR    | [ 13 ] |
| 3  | 85          | São José-RS | 2–1    | São Luiz          | Passo d'Areia        | 9 de fevereiro | 6ªR    | [ 14 ] |
| 4  | 99          | São José-RS | 0–0    | São Luiz          | Passo d'Areia        | 23 de março    | QF     | [ 15 ] |
| 5  | 134         | Veranópolis | 3–3    | Brasil de Pelotas | Antônio David Farina | 20 de março    | 11ªR   | [ 16 ] |

### Média
As médias de público são calculadas manualmente, levando-se em conta o relatório oficial emitido pela Federação Gaúcha de Futebol, disponíveis no site oficial.
| Pos. | Time              | Média  | Total   | Mandos | Maior  | Menor | Arrecadação    | Ticket Médio |
| ---- | ----------------- | ------ | ------- | ------ | ------ | ----- | -------------- | ------------ |
| 1    | Grêmio            | 19 437 | 174 932 | 9      | 47 759 | 7 530 | R$8 456 984,00 | R$ 48,34     |
| 2    | Internacional     | 17 703 | 141 621 | 8      | 41 002 | 7 731 | R$5 698 421,00 | R$ 40,24     |
| 3    | Brasil de Pelotas | 3 768  | 22 604  | 6      | 7 003  | 2 316 | R$ 747 165,00  | R$ 33,05     |
| 4    | Juventude         | 3 758  | 26 301  | 7      | 6 871  | 1 633 | R$ 947 495,00  | R$ 36,03     |
| 5    | Pelotas           | 2 013  | 12 075  | 6      | 4 728  | 1 070 | R$ 382 825,00  | R$ 31,70     |
| 6    | Caxias            | 1 938  | 13 563  | 7      | 3 938  | 714   | R$ 544 480,00  | R$ 40,14     |
| 7    | São Luiz          | 1 675  | 11 721  | 7      | 3 096  | 692   | R$ 572 840,00  | R$ 48,87     |
| 8    | Avenida           | 1 073  | 5 365   | 5      | 2 674  | 332   | R$ 242 195,00  | R$ 45,14     |
| 9    | Aimoré            | 697    | 4 178   | 6      | 1 964  | 203   | R$ 155 205,00  | R$ 37,15     |
| 10   | Novo Hamburgo     | 551    | 3 854   | 7      | 1 315  | 138   | R$ 175 590,00  | R$ 45,56     |
| 11   | Veranópolis       | 539    | 3 230   | 6      | 1 624  | 134   | R$ 122 080,00  | R$ 37,80     |
| 12   | São José-RS       | 232    | 1 389   | 6      | 534    | 60    | R$ 33 440,00   | R$ 24,07     |

## Mudança de treinadores
| Clube             | Técnico demitido     | Motivo          | Data            | Última partida            | Rod | Pos | Sucessor                | Ref.   |
| ----------------- | -------------------- | --------------- | --------------- | ------------------------- | --- | --- | ----------------------- | ------ |
| Brasil de Pelotas | Paulo Roberto Santos | Maus resultados | 10 de fevereiro | Brasil 1–3 Aimoré         | 6ª  | 12º | Gustavo Papa (interino) | [ 17 ] |
| Veranópolis       | Sananduva            | Maus resultados | 18 de fevereiro | Veranópolis 0–1 Juventude | 7ª  | 12º | Hélio Vieira            | [ 18 ] |
| Juventude         | Luiz Carlos Winck    | Maus resultados | 9 de março      | Juventude 0–3 Cáxias      | 9ª  | 9º  | Marquinhos Santos       | [ 19 ] |
| Avenida           | Fabiano Daitx        | Maus resultados | 11 de março     | Novo Hamburgo 4–1 Avenida | 9ª  | 11º | China Balbino           | [ 20 ] |